# نفايات بنية

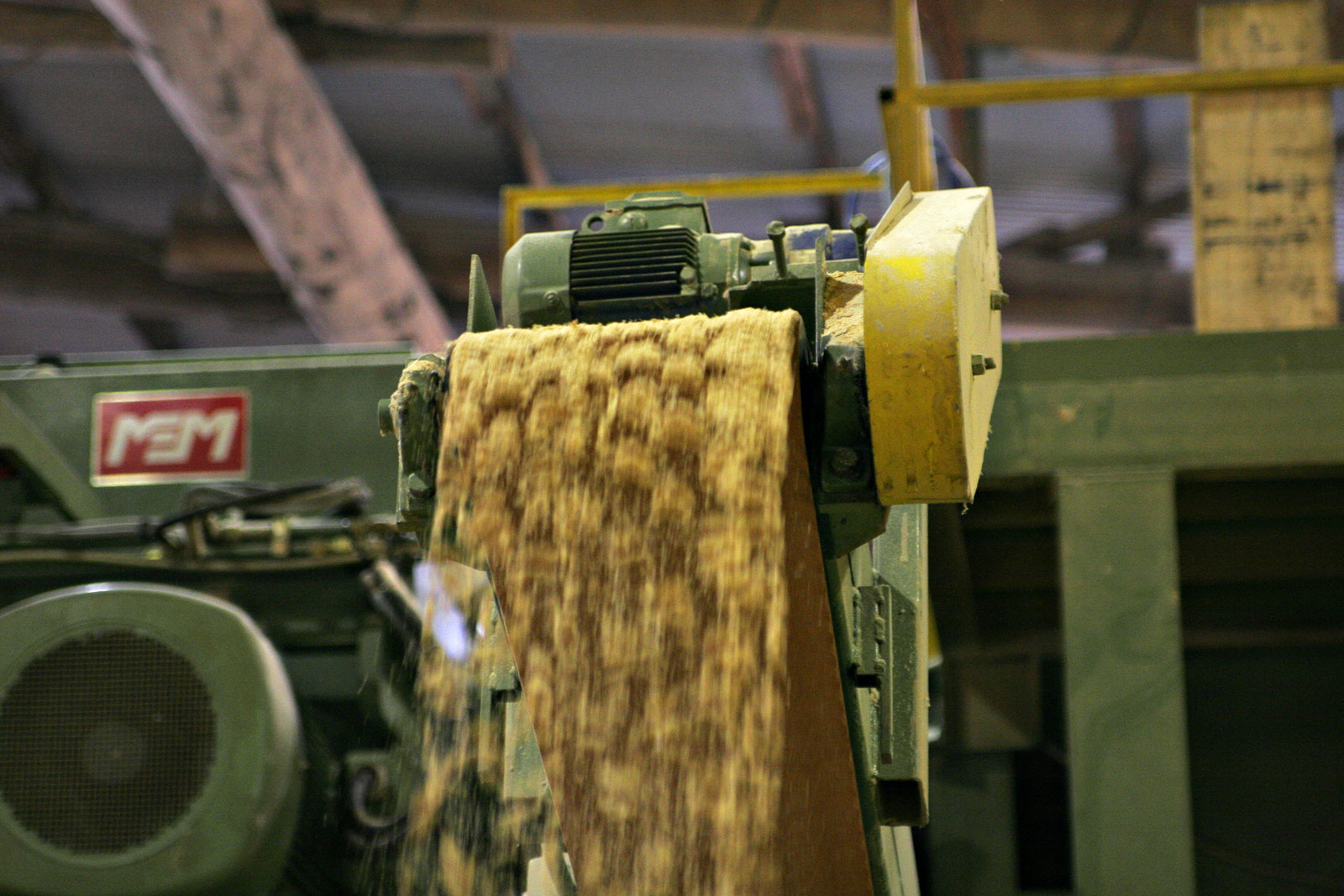
نشارة الخشب هي مثال على النفايات البنية.

النفايات البنية هي أي نفايات قابلة للتحلل البيولوجي وتتكون أساسًا من الكربون. يشمل المصطلح عناصر مثل قصاصات العشب، والأوراق الجافة، والأغصان، والتبن، والورق، ونشارة الخشب، وعرناس الذرة، والكرتون، وخشب الصنوبر وغيرها.  يعتبر الكربون ضروريًا للتسميد، فهو يستخدم مزيجًا من النفايات الخضراء والنفايات البنية لتعزيز العمليات الميكروبية التي تدخل في عملية التحلل.  يؤدي تحويل النفايات البنية إلى سماد على نحو مستدام إلى إعادة الكربون إلى دورة الكربون.
تعتبر النفايات البنية الطريقة الأكثر بيئيًا للتخلص منها في النظام البيئي. تستخدم بعض الشركات هذه المخلفات في صناعة الأخشاب الصناعية ومنتجات أخرى تستخدم للمواد غير الغذائية.

## أنظر أيضا
- الكتلة الحيوية
- إدارة المخلفات
- سماد